# Povijest hokeja na travi

## Korijeni
Hokej na travi je najstarija znana igra sa štapom (palicom) i loptom.
Povijesni spisi kazuju da su starovjeke civilizacije još igrale takve igre, ali ne postoji jedinstveni pokazatelje gdje je i kad točno nastala prva takva igra.
Četiri tisuće godina stari crteži nađeni u grobnicama Beni-Hasena, u dolini rijeke Nila, u Egiptu prikazuju ljude kako igraju ovu igru.
Ini tragovi kazuju da su i Arapi, Grci, stari Rimljani, Perzijanci, Etiopijanci, kao i Azteci igrali vlastitu inačicu ove igre.
U srednjem vijeku je zabilježeno i da se igrala francuska inačica ove igre, zvana hoquet.
Od ostalih igara koje se može smatrati istovjetnicama/pretečama/srodnicama hokeja na travi su hurling (u Irskoj) i shinty (u Škotskoj).
I u Istri se bilježi stara (dječja) igra "prašćanje", gdje su dva do deset igrača drvenim palicama - uz dosta složena pravila - nastojali unijeti jedan kamen ("svinja" ili "prasac") u više rupa izdubljenih na terenu, po približno 2 metra udaljenosti jednu od druge.

## Povijesni pregled
Moderna igra je nastala u Engleskoj 1840.- ih godina, u okrilju "Blackheath Cluba" u Londonu. U Engleskoj je 1876. nastala i prva liga hokeja na travi, a 1893. i časopis o hokeju na travi. 1908. god. je sport po prvi put predstavljen na (zimskim) olimpijskim igrama: zlatnu medalju je osvojila Engleska.
U siječnju 1896. Franjo Bučar objavljuje članak u časopisu "Gimnastika" «Hokej na ledu» čiji je naslov ne odgovara temi, jer su opisana pravila i taktike za hokej na travi. Prevedena pravila je objavio 1920. u 8 novinskih članaka u "Zagrebačkom tjedniku".

Prva utakmica je odigrana u Samoboru 30. kolovoza 1908. između ekipa športskih (sokolskih) društava "Šišmiš" i "SSK Concordia".

Od jeseni 1933. hokej na travi redovito se igrao u školama. Jugoslavenska federacija Hokeja nastala je u Zagrebu 15. travnja 1936.
 Nakon pauze od 1942-45. u Hrvatskoj ima ekipa u više mjesta (Zagreb, Karlovac, Kutina, Zabok, Krapina, Osijek, Šibenik, Drniš, Konjšćina, Borovo, Sv. Ivanu Zelina, Sv. Križu Začretju). Na 8. Mediteranskim igarama u Splitu reprezentacija je osvojila prvo mjesto i zlatnu medalju.
 Popularnosti je pridonijela knjiga trenera Fedora Radoslava iz 1952. "Hokej na travi" na 112 stranica s 45 slika/ilustracija i Živko Radan 1966. na 392 stranice.

## Suvremeni hokej na travi u Hrvatskoj
Hokej na travi u Hrvatskoj je nepopularan šport. Postoji liga, ali klubovi se nalaze isključivo u par gradića i gradu Zagrebu. Tako u Hrvatskoj postoje klubovi:
Hokejski klub AKADEMIČAR MLADOST 
Hokejski klub JEDINSTVO
Hrvatski akademski hokejski klub MLADOST
Hokejski klub ZAGREB
Hokej klub ZELINA
Hokej klub VIKTORIA
Hokejski klub PETRINJA
Hokej klub ŠIŠMIŠ
Hokej klub ZRINJEVAC
Hokejski klub TREŠNJEVKA
Hokejski klub MARATHON
Športski hokej klub CONCORDIA